# Olaf Jahn
Olaf Jahn (* 1960) ist ein deutscher Journalist. Er war Auslandskorrespondent und Investigativ-Journalist und ist Hauptgesellschafter und Leiter der Berliner Journalisten-Schule.

## Leben
Jahn studierte Sinologie in Hamburg und Taipeh (Taiwan) und absolvierte die Axel Springer Journalistenschule (heute: Axel-Springer-Akademie). Nach dem Mauerfall leitete er das Berliner Korrespondentenbüro des Hamburger Abendblatts (1991–1995) und baute gemeinsam mit der Journalistin Nina Gerstenberg das Asien-Korrespondentenbüro des Axel Springer Verlags in Hongkong auf (1995–1999). Er war stellvertretender Politikchef und Chefreporter der Berliner Morgenpost (1999–2002), recherchierte für das Blatt zum Berliner Bankenskandal und wechselte dann zum ARD-Politikmagazin Kontraste (2002–2005). Anschließend baute er für die Nachrichtenagenturen ddp Deutscher Depeschendienst das erste Investigativteam einer deutschen Nachrichtenagentur auf und führte es später weiter für das ddp-Nachfolgeunternehmen dapd Nachrichtenagentur. Für  dapd recherchierte Jahn intensiv zur Deutschen Bahn, zum Geldtransportskandal der Heros Unternehmensgruppe sowie zu anderen Themen aus den Bereichen Misswirtschaft, Korruption und Wirtschaftskriminalität. 2012 übernahm er zunächst gemeinsam mit dem Journalisten Joachim Widmann die BJS Berliner Journalistenschule, die er seit Februar 2024 als alleiniger Geschäftsführer leitet.
2021 recherchierte Jahn zusammen mit Susanne Opalka zum Thema Missbrauch im Tennissport und veröffentlichte auf ProSieben bei ZOL den Film "Sexueller Missbrauch im Jugendsport. 2022 folgte ebendort ein Beitrag zum Missbrauch in der katholischen Kirche (siehe Fernsehbeiträge).

## Ehrungen und Auszeichnungen
- 2010: Ernst-Schneider-Preis für Wirtschaftsberichterstattung
- 2010: Nominiert für den Journalistenpreis „Der lange Atem“
- 2007: Nominiert für den Journalistenpreis „Der lange Atem“

## Buchveröffentlichungen
- Tod im Milliardenspiel - Der Bankenskandal und das Ende eines Kronzeugen (mit Susanne Opalka), Transit Buchverlag, Berlin, 2004, ISBN 3-88747-190-3.

## Fernsehbeiträge
- Missbrauch in der katholischen Kirche - Täterschutz statt Opferschutz - ZOL ProSieben
- Sexueller Missbrauch im Jugendsport - ZOL ProSieben, 2021